# 1492: Conquest of Paradise
1492: Conquest of Paradise és una pel·lícula europea d'aventures i drama estrenada el 9 d'octubre de 1992. Dirigida per Ridley Scott i escrita per Roselyne Bosch, fou estrenada en commemoració del 500è aniversari del viatge de Cristòfor Colom.
La història narra el descobriment del Nou Món per Cristòfor Colom (Gérard Depardieu) i les conseqüències que el fet tingué en les comunitats indígenes, des dels dies en què Colom sol·licita el pressupost necessari per al viatge a la Reina Isabel (Sigourney Weaver) fins a l'inici del tercer viatge de Colom amb rumb a Panamà.

## Repartiment
| Actor/actriu            | Personatge                               |
| ----------------------- | ---------------------------------------- |
| Gérard Depardieu        | Cristòfor Colom                          |
| Armand Assante          | Gabriel Sánchez                          |
| Sigourney Weaver        | Reina Isabel I                           |
| Loren Dean              | Fernando Colón (de gran)                 |
| Ángela Molina           | Beatriz Enríquez de Arana                |
| Fernando Rey            | Antonio de Marchena                      |
| Michael Wincott         | Adrián de Mújica                         |
| Tchéky Karyo            | Martín Alonso Pinzón                     |
| Kevin Dunn              | Capità Méndez                            |
| Frank Langella          | Lluís de Santàngel                       |
| Mark Margolis           | Francisco de Bobadilla                   |
| Kario Salem             | Arojaz                                   |
| Billy L. Sullivan       | Fernando Colón (de jove)                 |
| John Heffernan          | Germà Buyl                               |
| Arnold Vosloo           | Antonio de Guevara                       |
| Steven Waddington       | Bartomeu Colom                           |
| Fernando Guillén Cuervo | Giacomo Columbus                         |
| José Luis Ferrer        | Alonso de Bolaños                        |
| Bercelio Moya           | Utapán                                   |
| Juan Diego Botto        | Diego Colón Moniz                        |
| Achero Mañas            | Mariner                                  |
| Fernando García Rimada  | Rei Ferran II el Catòlic                 |
| Albert Vidal            | Hernando de Talavera                     |
| Isabel Prinz            |                                          |
| Jack Taylor             |                                          |
| Ángela Rosal            | Dona de Pinzón                           |
| Silvia Montero          | Filla de Pinzón (no apareix als crèdits) |

## Música
La banda sonora 1492: Conquest of Paradise, composta per Vangelis, va ser un èxit a nivell mundial. El tema principal, Conquest of Paradise, fou usat per l'ex-primer ministre portuguès António Guterres en les eleccions del 1995. La cançó és utilitzada també per l'equip neozelandès Canterbury Crusaders.

### Llista de cançons
1. Opening – 1:20
2. Conquest of Paradise – 4:47
3. Monasterio de La Rábida – 3:37
4. City of Isabel – 2:16
5. Light and Shadow – 3:46
6. Deliverance – 3:28
7. West Across the Ocean Sea – 2:52
8. Eternity – 1:59
9. Hispañola – 4:56
10. Moxica and the Horse – 7:06
11. Twenty Eighth Parallel – 5:14
12. Pinta, Niña, Santa María (into Eternity) – 13:20